# 廃妃慎氏
廃妃慎氏（はいひしんし、ペビシンシ、폐비신씨、1476年12月15日 - 1537年5月16日）は、李氏朝鮮第10代国王燕山君の王妃。本貫は居昌慎氏。居昌府院君慎承善と中牟県主の娘。第11代国王中宗の王妃の端敬王后の叔母。
廃位後の称号である居昌郡夫人として、呼称されることが多い。

## 生涯
1488年に即位前の燕山君と婚姻し、世子嬪に封じられた。1491年に徽慎公主を産むが、徽慎公主を除く殆どの子女が夭折している。1494年、夫の即位に伴い、王妃へ昇格した。
1504年、甲子士禍が発生した際に夫が義母にあたる慈順大妃に暴力を振るおうとした際は彼女が阻止しようとした。1506年には朴元宗が起こしたクーデター（中宗反正）で夫が廃位された。それに伴い、彼女も王妃を廃され、居昌郡夫人の座に降格した。
廃位後、夫は江華島に流刑されたが、彼女は漢陽に留まった。1537年、数え年の62歳で死去。

## 家族
- 父：慎承善（朝鮮語版）（1436年 - 1502年）
- 母：中牟県主（朝鮮語版）李氏（1435年 - 没年不詳）- 父は第4代国王世宗の四男の臨瀛大君
- 兄：慎守勤（1450年 - 1506年）
  - 姪：端敬王后（1487年 - 1557年）
- 夫：燕山君
- 長女：徽慎公主（朝鮮語版）（1491年 - 没年不詳）
- 長男：廃世子 李𩔇（イ・ファン）（朝鮮語版）（1497年 - 1506年）- 中宗反正後賜死
- 次男：昌寧大君（朝鮮語版） 李誠（イ・ソン）（1500年 - 1506年）- 中宗反正後賜死
  - 他に王子2人、王女3人がいたが、いずれも夭折している。

## 登場作品
テレビドラマ
- 王と私（SBS、2007-2008年、配役：パク・ハソン）
- インス大妃（JTBC、2011年、配役：ホン・ソヒ）
- 七日の王妃（KBS、2017年、配役：ソン・ジイン）